# Dendropanax trilobus
Dendropanax trilobus är en araliaväxtart som först beskrevs av Gardner, och fick sitt nu gällande namn av Berthold Carl Seemann. Dendropanax trilobus ingår i släktet Dendropanax och familjen Araliaceae. Inga underarter finns listade.